# 江連亜花里
江連 亜花里（えづれ あかり、1976年（昭和51年） - ）は、日本の美術監督、舞台美術家。

## 来歴
- 1976年 栃木県大平町 生まれ
- 1999年 多摩美術大学二部芸術学科劇場美術コース卒業
- 卒業後同級生とPVの仕事をしながら自主制作映画の美術を手がける。
- 同時にシアターカイにて舞台スタッフの経験を積む。
- その後映画美術監督の今村力と出会い修行をする。
- また舞台監督会社カフンタに所属するも美術を志し独立。
- 以後、舞台、映画の美術を手がけ、山口喬司演出の超青春合唱コメディSING!のシリーズでは全ての舞台美術を担当する。[1]
- 趣味は焼き物の窯元を訪問すること。焼き物を観ること。

## 作品

### 大道具
- 『六区はるあき』（2005年）ー　にんげん座

### 舞台美術
- 『個室都市東京』『個室都市京都』『個室都市ウィーン』『国民投票プロジェクト』『光のない』（2010年〜2012年）一Port B
- 『えらばれた人』（2011年）〜『ミルキーウェイ』佐藤佐吉最優秀美術賞受賞（2023年）一一村松みさきプロデュース全作品
- 『六区浅草大通り』（2011年）〜『昭和浅草ラプソディ』（2022年）一にんげん座
- 『Referendum - 国民投票プロジェクト』（2011年）ー　F/T11 F/T主催
- 『雷電の如く』（2012年）〜『桜舞』（2023年）一演激集団INDIGO PLANTS
- 『蔦紅葉宇都谷峠』（2012年）〜『JAPAN　TEA　物語』（2022年）一アートひかり
- 『ウエディングドレス2015』（2015年）〜『センチュリープラント』（2022年）一太陽マジックフィルム
- 『ゆらり』（2015年）一TAIYO MAGIC FILM
- 『花火の陰』（2017年）一ハルベリーオフィス
- 『音虚〜数多の闘争』（2017年）一アートひかり
- 「○○な人の末路　～僕たちの選んだ××な選択～」(2020年)演出　西条みつとし
- 『妖楽 夏の夜の夢』（2021年）一劇団だるま座
- 『港町ベルナールの奇妙な隣人』（2017年）〜『また明日ね』（2023年）一劇団PIS☆TOL
- 『破顔と鼓動』（2018年）〜『普通じゃない普通』（2023年）一劇団水中ランナー
- 『方舟は飛沫をあげて』（2019年）一劇団かんじゅく座
- 超青春合唱コメディ『超青春合唱コメディSING!』（2020年-2021年）K.B.S.Project
- 『雨乞小町物語』（2023年）ー　劇団暴創族
- 『かえってきたWteen』（2023年）ー　ものづくり計画
- 『楽屋―流れ去るものはやがてなつかしき―』（2023年）ー　劇舎カナリア
- 『ヨーコさん』（2023年）ー　演劇集団円
- 『痕跡』（2023年）ー　Xカイ　レパートリー劇場
- 『RAVE☆塾vol.11』（2023年）ー　ものづくり計画
- 『普通じゃない普通〜迎える人々〜／〜重ねた人々〜』（2023年）ー　劇団 水中ランナー
- 『絡み合う正義』（2024年）ーIN EAZY MOTION
- 『肩を上げろ！』（2024年）ー劇団PIS

### 映画
- 「白日」（2003年、三宅流監督)
- 「float」（2004年、三梨朋子監督）
- 「デルタ　小川国夫原作オムニバス　誘惑として、」（2010年、与那覇政之監督）
- 「メンゲキ！」（2012年、四季涼監督）
- 「禅と骨」（2017年、中村高寛監督）
- 「TSUSHIMA」（2023年、山根高文監督）
- 「竹とタケノコ」(2024年、川上信也監督）

### CM
- バンダイナムコ

### MV
- コーネリアス 『Drop』（2003年）

## 受賞
- 2023年　『ミルキーウェイ』最優秀美術賞受賞[2]